# Rally Puglia e Lucania
Il Rally Puglia e Lucania è una competizione regolaristica auto-motociclistica organizzata per la prima volta nel 1965 dall'Automobile Club di Bari ed ha impegnato, nella quasi totalità delle 32 edizioni, esclusivamente le strade in asfalto ed in terra della province di Bari, di Foggia, di Matera e di Potenza.

## Storia
Nel 2014 la gara, che ha compiuto 50 anni, ha visto le prime 10 edizioni essere organizzate dall'Automobile Club di Bari con validità per il Campionato Italiano Rally Mobil-Marlboro fino al 1983, dal 1992 al 2010 è stata la Scuderia Japigia - Bari a rilevare la struttura organizzativa ed il nome della gara che, ripartendo da zero, ha avuto validità per il Campionato Rally di Zona prima di passare (dal 2001) alla specialità Rallye Tout Terrain, oggi Cross Country Rally, infine dal 2011 è la Sports Marketing & Management srl di Melfi che trasferisce definitivamente la sede logistica dell'evento in Basilicata.
Ad inizio 2015 la titolarità dell'organizzazione è stata ceduta all'Automobile Club di Potenza al fine di evitare che M.W.OLIVA, responsabile dell'evento, si trovasse in condizioni tali da far nascere conflitti di interesse dato il suo incarico di Tutor della specialità Cross Country Rally; purtroppo l'AC PZ ne ha chiesto poi la cancellazione, così come nel 2016 anche per l'improvviso decesso del proprio Presidente, il Dott.Francesco SOLIMENA.
Il nuovo Presidente dell'AC PZ, Avv.Moni BEVILACQUA, ha successivamente reso la titolarità dell'evento a M.W.OLIVA, di fatto organizzatore del Rally Puglia & Lucania dal 1992.
La competizione è quindi stata inizialmente valevole per il Campionato Italiano Rally fino al 1983, per il Campionato Rally di Zona (centro-sud) dal 1992 al 2000, per il Campionato Italiano Rallye Tout Terrain/Cross Country Rally dal 2001 ad oggi, ma dal 2004 al 2010 è stata anche valida per il Campionato Europeo ed Italiano Baja delle Federazioni Motociclistiche Europea ed Italiana e, infine dal 2008 ad oggi per i Trofei F.I.A.-C.E.Z. (Zona Centrale Europea).
Storicamente si ricorda che alle prime due edizioni, 1965 e 1966, partecipò Sandro Munari, che ancora svolgeva il ruolo di navigatore in coppia con Alfonso Cavallari, e che, dopo la vittoria del 1966 con l'Alfa Romeo GTA (l'Alfa Romeo decise infatti di impegnarsi nei rally, ma l'esperienza pur vittoriosa durò poco), passò definitivamente alla guida delle Lancia, Fulvia HF e Stratos, aprendo così le pagine della lunga storia del marchio torinese nei Rally.
Le prove speciali o settori selettivi, con l'eccezione di alcune edizioni degli anni novanta, quando il quartier generale della gara era ubicato all'interno della esposizione fieristica Expolevante in cui si svolgeva una prova spettacolo sui piazzali 48 e 52 tra foltissime ali di pubblico, erano tutti ricavati sulle tortuose strade provinciali dell'area del Basento (Comuni di Accettura, Grassano, Grottole, Ferrandina, Miglionico, Pisticci, Pomarico e Salandra) e del Bradanello (Irsina, Matera); successivamente solo in due edizioni, interrotte dalla creazione del Parco dell'Alta Murgia, fu impegnato il Poligono Militare di Torre di Nebbia, tra Gravina e Castel del Monte, per poi definitivamente migrare in provincia di Potenza, interessando solo tratturi e strade in terra della Sellata e del Vulture-Melfese, con una piccola e saltuaria puntata nei comuni foggiani di Candela e Rocchetta Sant'Antonio.

## Albo d'oro

### ACI Campionato Italiano Rally Mobil-Marlboro
1965 1ª edizione 	Bari-P.za Prefettura
1. Volpi - "Black" Lancia Fulvia HF
2. Bononi - Brandy	Lancia Fulvia HF
3. Filippi - Danieli	Lancia Fulvia HF

1966 2ª edizione Bari-P.za Prefettura	
1. Cavallari - Munari	Alfa Romeo Giulia GTA
2. Bettoia		Porsche Carrera
3. Vacca		Renault R 8 Gordini

1976 3ª edizione Bari-P.za Prefettura	
1. Di Gioia - Mastrorosa	Porsche Carrera
2. Ruggiero - Pennetta	Fiat 124 Abarth
3. Tommasi - Cillo	Lancia Fulvia HF

1977 4ª edizione Bari-P.za Prefettura	
1. Lipizer - Cernigai	Porsche Carrera RS
2. Di Gioia - Mastrorosa	Porsche Carrera RS
3. Scudieri - Perri	Porsche Carrera RS

1978 5ª edizione Bari-P.za Prefettura	
1. Scudieri - Pizzi	Porsche Carrera RS
2. Stoppato - Loiacono	Ford Escort RS 2000
3. Volonnino - Marcone	Opel Kadett GTE 2.0

1979 6ª edizione Bari-P.za Prefettura
1. Cane - Orlando	Fiat 131 Abarth
2. Casarotto - Zonta	Lancia Stratos
3. Vacchini - Calderoli	Opel Kadett GTE 2.0

1980 7ª edizione Bari-P.za Prefettura
1. Betti - Betti		Lancia Stratos
2. Mirri - Rancati	Fiat Ritmo 75 Gr.2
3. Cerutti - Stradella	Fiat 131 Abarth

1981 8ª edizione Bari-P.za Prefettura	
1. Pasutti - Bisol	Porsche 911
2. Biasuzzi - Piantanida	Lancia Stratos
3. Riva - Gerbaldo	Opel Ascona 400

1982 9ª edizione Bari-P.za Prefettura
1. Cuccirelli - Muttini	 Porsche 911 3.0
2. Di Gioia - Oliva	Porsche 911 3.0
3. Scudieri - Pizzi	Porsche 911 3.0

1983 10ª edizione Bari-P.za Prefettura
1. Boretti - Boretti	Lancia Rally 037
2. Chiossi - Chiossi	Porsche 930 Turbo
3. “Pau” - Roggia	Lancia Rally 037

### ACI Coppa Italia Rally VII^Zona - Trofeo Provincia di Bari
1992 11ª edizione	Bari-Expo Levante
1. Tradico - Tradico	Lancia Delta 16V Gr. A
2. Compierchio - Balena	Ford Sierra Cosworth	Gr. N
3. Cascone - Leone	Ford Sierra Cosworth	Gr. N

1993 12ª edizione	Bari-Expo Levante
1. Fantin - Salmaso	Lancia Delta 16V	Gr. A
2. Polselli - Bianchi	Ford Escort Cosworth	Gr. N
3. Scolaro - Miranda	Opel Kadett GSI		Gr. A

1994 13ª edizione	Bari-Expo Levante
1. Isolani - D'Agnolo	Ford Sierra Cosworth	Gr. A
2. Laganà - Bellotti	Lancia Delta HF		Gr. A
3. Errico - Capoccia	Lancia Delta HF		Gr. A

1995 14ª edizione	Bari-Expo Levante
1. Errani - Casadio	Lancia Delta HF		Gr. A
2. Nappi - Rispo	Toyota Celica ST 185	Gr. A
3. Caporale - Granatiero	Lancia Delta HF		Gr. A

1996 15ª edizione	Bari-Expo Levante
1. Laganà - Guglielmi	Lancia Delta HF		Gr. A
2. Fiorilla - Comandè	Lancia Delta HF		Gr. A
3. Pisacane - Sari	Renault Clio Williams	Gr. N

1997 16ª edizione	Bari-Expo Levante
1. Laganà - Guglielmi	Subaru Impreza WRX	Gr. A
2. D'Avelli - Marchetti	Lancia Delta HF		Gr. A
3. Pisacane - Volpi	Renault Clio Williams	Gr. N

1999 17ª edizione Altamura-via Serena
1. Barchiesi - Parisi	Lancia Delta HF		Gr. A
2. De Marco - Di Prima	Subaru Impreza WRX	Gr. A
3. Cilento - Saliani	Lancia Delta HF		Gr. A

2000 18ª edizione	Altamura-via Serena
1. Laganà - Guglielmi	Toyota Corolla WRC	Gr. A8
2. Borsa - Berra		Ford Escort Cosworth	Gr. A8
3. D'Arcò - Graziato	Ford Escort Cosworth	Gr. N4

### ACI Campionato Italiano Rallye Tout Terrain
2001 19ª edizione	Altamura-via Serena
1. Larini - Paolini	Mitsubishi Pinin	Gr. T92
2. Ricci - Drudi		Suzuki Grand Vitara	Gr. T92
3. Lando - Tamburrelli	Mitsubishi Pinin	Gr. T92

2002 20ª edizione	Altamura-via Serena
1. Auteri - Briani Roby	Mitsubishi Pajero Evo	Gr. T22
2. Ricci - Briani Rudy	Suzuki Grand Vitara	Gr. T21
3. Monari - Franciami	Mitsubishi Pinin	Gr. T11

2003 21ª edizione	Potenza-p.za Pagano
1. Codecà - Ferro	Mitsubishi Pajero 3.5	Gr. T22
2. Colombo - Fabiano	Nissan Patrol 4.5	Gr. T22
3. Ciampolini - Catarsi	Mitsubishi Pajero Evo	Gr. T12

### F.I.A. - C.E.Z. Cross Country Rally Trophy, ACI Campionato Italiano Baja - Cross Country Rally, UEM Campionato Europeo Baja – Quad e Moto, FMI Campionato Italiano Baja – Quad e Moto
2004 22ª edizione	Potenza-p.za Pagano
1. Codecà - Ferro	Mitsubishi Pajero Evo	Gr. T12
2. Ricci - Fattori	Nissan Patrol 4.2	Gr. T22
3. Cantù - Cantù	 Mitsubishi Pajero Did	Gr. T23

Baja Moto
1. Eufemia Ferdinando	Yamaha URF 450 Two Track

2005 23ª edizione	Potenza-p.za Pagano
1. Dominici - Ciarafoni	Mitsubishi Pajero Evo	Gr. T12
2. Ciampolini - Catarsi	Mitsubishi Pajero Evo	Gr. T22
3. Luchini - Fedullo	Suzuki Gran Vitara	Gr. T21

Baja Quad	
1. Fontanazzi Alessandro	Polaris Predator	Gr. K4

2006 24ª edizione	Matera-via A. Moro
1. Ricci - Fattori	Fornasari RR450	 Gr. T12
2. Fornasari - De Michelis Fornasari RR450	Gr. T12
3. Dominici - Ciarafoni	Mitsubishi Pajero Evo	Gr. T21

Baja Quad	
1. Paris Silvestro	Polaris Predator Gr. K4

2007 25ª edizione	Matera-via A. Moro
1. Ricci - Fattori	Fornasari RR450	 Gr. T12
2. Toro - Sanesi		Nissan Patrol		Gr. T12
3. Colombo-Fabiano	Renault Megane		Gr. T21

Baja Quad	
1. Segato Dario		Suzuki LTR450		Gr. K3

2008 26ª edizione	Potenza-via Basento
1. Codecà - Ferro	Suzuki New Gran Vitara	Gr. T12
2. Larini - Briani Rudy	Mitsubishi Pajero WRC	Gr. T12
3. Colombo - Fabiano	Mitsubishi L 200	Gr. T23

Baja Quad	
1. Rovegno Pierluigi	Polaris	525		Gr. K4

Baja Moto	
1. Ronco Gianfranco	Suzuki RM-E 250	 Gr. A2

2009 27ª edizione	Melfi-p.za Mancini
1. Zapletal - Ourednicek	Mitsubishi L 200	Gr. T12
2. Lolli - Zardini	Suzuki New Gr. V. DDIS	Gr. T23
3. De Angelis - Mantovani Mitsubishi 3.2 DID	Gr. T23

Baja Quad	
1. Cruz Paulino		Suzuki LTR 450		Gr. Q3

Baja Moto	
1. Dutto Nicola		Husqvarna TE 450	Gr. B2

Premi speciali 2010 della Baja “Rally Puglia e Lucania”
- Casco d'oro		2003-2004-2008	L. Codeca	- F. Ferro
- Casco d'argento	2006-2007	M. Ricci - S. Fattori
- Casco di bronzo	2001	 P. Larini - P. Paolini 
 2002 M. Auteri - R. Briani 
 2005 P. Dominici - T. Ciarafoni

2010 28ª edizione	Melfi-p.za Mancini
1. Codecà - Fedullo	Suzuki New Gran Vit.3.6 Gr. T12
2. Colombo - Briani Rudy	Mitsubishi L 200	Gr. T12
3. De Angelis - Paolini	Suzuki New Gran Vit.2.7 Gr. T12

Gruppo TH	
- TH4
  - Borsoi - Nappi	Mitsubishi 3.2 DID	Gr. TH4
- TH2
  - Bertoni - Vanni	Suzuki Gran Vitara 2.0	Gr. TH2
- TH3
  - Rao F. - Bruno	Suzuki Gran Vitara 2.5	Gr. TH3

Baja Quad	
1. Sette Tiziano		KTM 525			Gr. Q4

Baja Moto	
1. Pina Gianluca		Beta 450 RR		Gr. M1

2011 29ª edizione	 Melfi-p.za Mancini
1. Petrucci -Manfredini	Suzuki New Gran Vit.DDS Gr. T22
2. Codecà - Fedullo	Suzuki New Gran Vit.3.6	Gr. T12
3. Mancusi – Musi	Suzuki New Gran Vit.3.6	Gr. T12

Gruppo TH	
- TH0
  - Bevilacqua -Calligaris Suzuki Jmny		Gr. TH0
- TH2
  - Lelli - Pontini	Suzuki Gran Vitara 2.0	Gr. TH2
- TH3
  - Spinetti - Giusti	Mitsubishi Pajero 2,5	Gr. TH3
- TH4
  - Borsoi - Briani Roberto Mitsubishi Pajero 3,2	Gr. TH4

Baja Quad	
1. Toro Simone		Yamaha 450		Gr. Q3

Baja Moto	
1. Filosa Ugo		Aprilia RX 505		Gr. M2

### F.I.A. - C.E.Z. Cross Country Rally Trophy, ACI Campionato Italiano Baja - Cross Country Rally, ACI Trofeo Rally Terra
2012 30ª edizione	Melfi-p.zaMancini
1. Codecà - Fedullo	Suzuki New Gran Vit.3.6	Gr. T12
2. Lolli - Forti	Suzuki New Gran Vit.DDS Gr. T22
3. De Nora -Secchi	Mitsubishi Pajero EVO Gr. T12

Gruppo TH	
1. Bertoni -Vanni	Suzuki Gran Vitara 2.0	Gr. TH3
2. Ananasso - Incaini	Mitsubishi Pajero 2.5	Gr. TH4
3. Cantarello - Polizzi	Mitsubishi Pajero Pinin	Gr. TH2

Trofeo Rally Terra	
1. Trentin- De Marco	Peugeot 207 S 2000
2. Dettori - Pisano	Skoda Fabia		S 2000
3. Ricci - Pfister	Subaru Impreza STI	N 4

- Premio speciale 2013 della Baja “Rally Puglia e Lucania”
- Casco di platino a Lorenzo Codecà per vittorie 2003-2004-2008-2010-2012

2013 31ª edizione	Candela-p.za Plebiscito
1. Codecà - Fedullo	Suzuki New Gran Vit.3.6	Gr. T11
2. Komornicki-Kolodziiej	Mitsubishi L 200 EVO	Gr. T11
3. Mayer-Musi		Danisi Dust Devil	Gr. T35

Gruppo TH
1. Borsoi -Rossi		Mitsubishi Pajero 3.0	Gr. TH3
2. Grossi-Manoni		Land Rover Defender	Gr. TH4
3. Bimbi-Cingolani	Mitsubishi Pajero 2.5	Gr. TH4

Trofeo Rally Terra	
1. Marchioro-Marchetti	Renault Clio R3		R3C
2. Ricci - Pfister	Subaru Impreza STI	N 4

### F.I.A. - C.E.Z. Cross Country Rally Trophy, ACI Campionato Italiano Baja - Cross Country Rally, FMI Campionato Italiano Baja – Quad e Moto
2014 32ª edizione	Melfi-via A. Mancini
1. Dalmazzini - Fiorini Suzuki New Gr. Vit. 2.7 Gr. T11
2. Travaglia R.- Versace Nissan Navara 		Gr. T11
3. Spinetti - Giusti	Suzuki New Gran Vit.DDS Gr. T22

Gruppo TH	
1. Cantarello - Colizza	Mitsubishi Pinin	Gr. TH2
2. Ananasso - Musi	Mitsubishi Pajero DID	Gr. TH4
3. Travaglia A.-Caldini Daihatsu Rocky 2.8 D	Gr. TH4

Baja Quad
1. Toro Simone		Yamaha 450 YZF		Gr. Q3
2. Scandola Michelangelo RF Moto TRX 700	Gr. Q4
3. Scandola Graziano	Can Am Commander 1000	Gr. S2
4. Gullo Giuliano	Polaris Razor 900	Gr. S2
5. Lucchese Manuel	Yamaha WR 450 F		Gr. M1